# Jersie Sogn

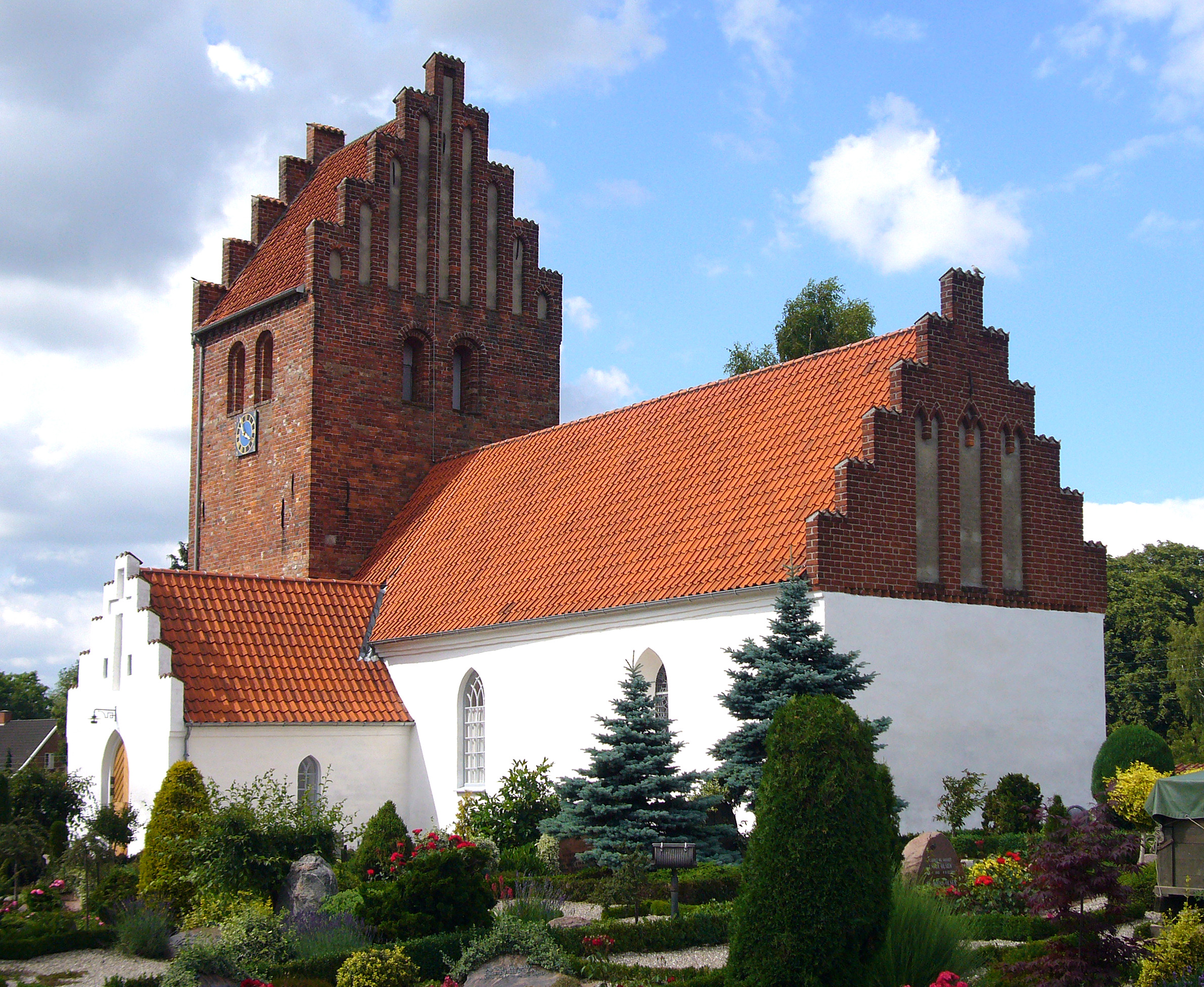
Jersie Kirke

Jersie Sogn ist eine Kirchspielsgemeinde (dän.: Sogn) in der Gemeinde Solrød im Vorortbereich der dänischen Hauptstadt Kopenhagen. Bis 1970 gehörte sie zur Harde Tune Herred im damaligen Roskilde Amt. Mit der Auflösung der Hardenstruktur wurde das Kirchspiel in die Kommune Solrød aufgenommen, diese blieb mit der Kommunalreform zum 1. Januar 2007 unverändert, gehört aber seitdem zur Region Sjælland.
Am 1. Januar 2023 lebten 6715 Einwohner im Kirchspiel. Auf dem Gebiet des Kirchspiels liegt die „Jersie Kirke“.
Nachbargemeinden sind im Norden Solrød, im Westen Kirke Skensved und im Süden auf dem Gebiet der Køge Kommune das Kirchspiel Ølsemagle.